# Georg Karl Barth
Georg Karl Barth (* 31. Januar 1863 in Fleißen, Königreich Böhmen; † nicht ermittelt) war ein deutscher Pädagoge und Direktor des Lehrerseminars in Auerbach/Vogtl.

## Leben und Wirken
Nach dem Schulbesuch schlug Barth eine Lehrerausbildung ein und promovierte zum Dr. phil. Er wurde Lehrer und dann Oberlehrer am Lehrerseminar in Borna und war von 1897 bis 1903 als Schulrat am Seminar in Zschopau im Erzgebirge tätig. Später wurde er Oberlehrer am Lehrerseminar in Leipzig. Anfang April 1909 ernannte ihn der König Friedrich August von Sachsen zum Direktor des Lehrerseminars in Auerbach in Vogtland. Er folgt dort Paul Georg Bartusch, dem die Stelle des Direktors am Lehrerseminar in Dresden übertragen worden war. Überregional bekannt wurde er, der den Professor-Titel trug, vor allem durch seine Forschungen und Publikationen zum Lützower und Pestalozzianer Wilhelm Heinrich Ackermann aus Auerbach. Er war Freimaurer und bis zur endgültigen Abwicklung des Lehrerseminars 1924 im Amt.
Barth war u. a. Mitglied des Pestalozzi-Vereins.

## Schriften (Auswahl)
- Der Begriff Konzentration in der Unterrichtslehre in historischer und systematatischer Darstellung. Eine pädagogische Studie. Noske, Borna 1895.
- Die Systematik der beiden evangelischen Hauptkatechismen. Eine religions-wissenschaftliche Studie. Noske, Borna 1896.
- Goethe und Italiens Kunst. 1905.
- Der Lützower und Pestalozzianer W. H. Ackermann aus Auerbach i. V. Lehrer an der Musterschule in Frankfurt a. M. Mit einem Bildnis W. H. Ackermann als Titelbild und 16 Abbildungen im Text. Teubner, Leipzig 1913.